# 広島県道250号道後山公園線
広島県道250号道後山公園線（ひろしまけんどう250ごう どうごやまこうえんせん）は、広島県庄原市を通る一般県道である。

## 概要
道後山中腹から国道183号交点に至る。

### 路線データ
- 起点：庄原市西城町三坂（道後山山の家・道後山ロッジ前）
- 終点：庄原市西城町三坂（国道183号交点）
- 総延長：約4.1 km
- 冬季閉鎖区間： 庄原市西城町三坂（起点） - 庄原市西城町三坂・道後山橋間（延長：3 km、12月15日 - 翌年3月15日）

冬季閉鎖区間は道後山スキー場のゲレンデの一部になる。冬季閉鎖区間内にはゲレンデと平面交差するところやスキーリフトの下をくぐるところがある。

## 歴史
- 1960年（昭和35年）10月10日 - 広島県告示第682号により広島県道55号道後山公園線として認定される。
- 1972年（昭和47年）11月1日 - 都道府県道標識制定に伴う県道番号再編により現行の路線番号に変更される。
- 2005年（平成17年）3月31日 - 庄原市および甲奴郡・比婆郡の全6町が合併して改めて庄原市が発足したことに伴い起終点の地名表記が変更される（比婆郡西城町三坂→庄原市西城町三坂）。

## 路線状況
道後山の麓に通じる観光道路だが狭い箇所がある。

## 地理

### 通過する自治体
- 庄原市

### 交差する道路
| 交差する道路 | 交差する場所 | 交差する場所 |
| ------------ | ------------ | ------------ |
| 国道183号    | 西城町三坂   | 終点         |

### 沿線
- 道後山
- 道後山ロッジ
- 道後山山の家
- 道後山スキー場
- 道後山高原クロカンパーク